# Parlamentsvalget i Portugal 1892
Parlamentsvalget i Portugal 1892 blev afholdt i Portugal den 23. oktober 1892.

## Resultater
| Parti                           | Stemmer | % | Mandater | +/– |
| ------------------------------- | ------- | - | -------- | --- |
| Partido Regenerador             |         |   | 103      |     |
| Andre partier og uafhængige     |         |   | 103      |     |
| Partido Progressista            |         |   | 45       | +12 |
| Partido Republicano Português   |         |   | 4        | 0   |
| Ugyldige/blanke stemmer         |         | – | –        | –   |
| Total                           |         |   | 152      | 0   |
| Registrerede vælgers/deltagelse |         |   | –        | –   |
| Kilde: Nohlen & Stöver          |         |   |          |     |

Resultaterne udelukker de seks pladser vundet på nationalt plan, og dem fra oversøiske territorier.